# Флоріан Шнайдер
Флоріан Шнайдер-Еслебен (нім. Florian Schneider) — німецький музикант, мультиінструменталі́ст основний учасник та засновник групи Kraftwerk.

## Біографія
Флоріан Шнайдер був сином архітектора Пауля Шнайдер-Еслебена та його дружини, письменниці Евамарії Шнайдер-Еслебен, уродженої ван Дімен-Мейєрхоф. Пауль Шнайдер-Еслебен одружився з письменницею Евамарією ван Дімен-Меєргоф у 1946 році проти волі свого батька, який протягом усього життя залишався антисемітом і вірним нацистом. Сім'я переїхала у Дюссельдорф коли Шнайдеру було 3 роки. Флоріан Шнайдер десять років вивчав флейти в університеті Роберта Шумана в Дюссельдорфі, потім музикознавство в Кельні. Він також грав на скрипці та гітарі, був запрошеним музикантом з Клаусом Долдінгером на альбомі Nero In South-America і був з Еберхардом Кранеманном у 1967 році. У складі гурту Pissoff.
Разом з Ральфом Гюттером заснував групу Organization яку пізніше перейменували в Kraftwerk. Разом з Гюттером вчилися в одній академії Ремшайдській академії мистецтв, Флоріан Шнайдер все ще був названий подвійним прізвищем Флоріан Шнайдер-Еслебен, але, після перших альбомів Kraftwerk, його називали просто Флоріан Шнайдер. Спочатку в групі грав на скрипці та флейті часто ці звуки оброблялися за допомогою електронів ефеків. Після виходу альбому Autobahn в 1974 році флейта більше не використовувалася. Флоріан Шнайдер працював з ефектами та вдосконалював штучні голоси Robovox, якими відомий Kraftwerk .
Ось що говорив Шнайдер про це :
|  | :Я робив серйозні дослідження, поки не досяг певного рівня, і тоді я знайшов його нудним. Я шукав іншого, і я відкрив, що флейта мене дійсно обмежувала... Незабаром купив мікрофон, потім гучномовці, потім ефект відлуння і синтезатор. Згодом позбувся флейти, це все було процесом. |

Наприкінці 1980-х у співпраці з молодою компанією Sculpture Electronic Devices з Пфорцхайма були розроблені перший повністю синтетичний голос і роботи, які перейшли на музику .
Шнайдер був відомий якнебагатослівна та стримана людина групи. Шнайдер також був відомий своїми комічними, загадковим інтерв'ю, хоча він лише рідко давав дозвіл на інтерв'ю. У 1998 році Шнайдер зробив виняток для бразильського телебачення і дав інтерв'ю з нагоди виступу Kraftwerk на електрофестивалі Tribal Gathering . Підхід Шнайдера був зосереджений на звуко-дизайні (в інтерв'ю 2005 року Гюттер назвав його «звуковим фетишистом») і вокуванні/мовленнєво-синтезі. Одна запатентована реалізація останньої була охрещена Robovox, відмінною рисою звуку Kraftwerk.Гюттер заявив про підхід Шнайдера :
|  | :Він — звуковий перфекціоніст, тому, якщо звук не відповідає певному стандарту, він не хоче цього робити. З електронною музикою не потрібно залишати студію. Ти можеш продовжувати вести записи і отправляти їх. Чому стільки енергії вкладають в подорожі, час в аеропорти, в залах очікування, в районах на задньому сцені, будучи твариною, всього на дві години концерту? Але зараз, зі студією Kling Klang на гастролях з нами, ми працюємо вдень, ми робимо звукові перевірки, ми складаємо, ми втілюємо нові ідеї та комп'ютерну графіку. Завжди так багато робити, і ми робимо прогрес. |

## Вихід з гурту
Шнайдер не виступив на жодній з дат світового туру Kraftwerk 2008, з останнім виступом гурту в листопаді 2006 року в Іспанії. Його позицію на сцені згодом заповнив Стефан Пфафф, помічник, що працював на групу як відеореєдуціант. За словами близького соратника гурту, Шнайдер залишив Kraftwerk в листопаді 2008. 6 січня 2009, NME підтвердив відхід Шнайдера.

## Смерть
Помер 21 квітня 2020 через рак, який тривав не довгий період.
Незабаром після його смерті дзвони Утрехтського собору пролунали на його честь під тонами пісні Das Model.

## Факти
Девід Бові назвав інструментальну композицію на альбомі Heroes в честь Шнайдера (V-2 Schneider). Боуї приїхав у той час до Берліна під впливом німецьких груп, таких як Kraftwerk і Can . У той час Боуї також хотів працювати з Kraftwerk, але це було категорично відкинуто.